# Mahan Sadeghi
Mahan Sadeghi Digehsara (Provincia de Guilán, Irán, 23 de marzo de 2006) es un futbolista iraní que juega como delantero en el Malavan F. C. de la Iran Pro League.

## Estadísticas

### Clubes
Actualizado al último partido disputado el 17 de noviembre de 2023.
| Club               | Div.          | Temporada     | Liga  | Liga  | Liga   | Copas nacionales | Copas nacionales | Copas nacionales | Copas internacionales | Copas internacionales | Copas internacionales | Total | Total | Total  |
| Club               | Div.          | Temporada     | Part. | Goles | Asist. | Part.            | Goles            | Asist.           | Part.                 | Goles                 | Asist.                | Part. | Goles | Asist. |
| ------------------ | ------------- | ------------- | ----- | ----- | ------ | ---------------- | ---------------- | ---------------- | --------------------- | --------------------- | --------------------- | ----- | ----- | ------ |
| Malavan F. C. Irán | 1.ª           | 2023-24       | 0     | 0     | 0      | 0                | 0                | 0                | ―                     | ―                     | ―                     | 0     | 0     | 0      |
| Malavan F. C. Irán | Total club    | Total club    | 0     | 0     | 0      | 0                | 0                | 0                | 0                     | 0                     | 0                     | 0     | 0     | 0      |
| Total carrera      | Total carrera | Total carrera | 0     | 0     | 0      | 0                | 0                | 0                | 0                     | 0                     | 0                     | 7     | 1     | 0      |